# Red Action
Red Action — небольшая британская левая политическая организация, сформированная в 1981 году. Известность получила из-за открытой насильственной конфронтации с крайне правыми политическими группами, такими как Британская национальная партия, а также как главная сила, стоящая за антифашистским движением. В 1995 журнал The Independent опубликовал, что группировка насчитывает от 20 до 30 ячеек, с примерно 10-15 людьми в каждой. В газете писали, что группировка «применяет насилие с энтузиазмом». Она также установила связь между группировкой Red Action и ИРА, заявив что их члены, главным образом, действуют в крупных городах, таких как Лондон, Манчестер, Лидс и Глазго.
Группировка была основана активистами, исключёнными из Социалистической рабочей партии за их участие в насильственных действиях против ультраправых расистских формирований. Изгнанные активисты организовали новую группу вокруг газеты Red Action.
Через несколько лет группировка стала проявлять интерес к выборам и присоединилась к избирательному блоку Red Front в 1987 году и к Социалистическому Альянсу Англии и Уэльса в 1999. Члены Red Action покинули Red Front вместе с Социалистической Партией, ссылаясь на преобладание влияния Социалистической рабочей партии Британии над другими организациями. Некоторые члены Red Action ушли и основали Independent Working Class Association (Независимая Ассоциация Рабочего Класса).
Высказывались предположения, что члены Red Action принимали участие совместно с ИРА в теракте в Уорингтоне в 1993 году. Два члена Red Action, Ян Тейлор и Патрик Хейс, были осуждены за участие в теракте ИРА в Хэрродс в 1993 году. В результате теракта несколько человек получили увечия. Как и во время теракта в Уорингтоне в марте, бомбу поместили в мусорный бак.